# Sainte-Marie (Pireneje Wysokie)
Sainte-Marie – miejscowość i gmina we Francji, w regionie Oksytania, w departamencie Pireneje Wysokie.
Według danych na rok 1990 gminę zamieszkiwało 31 osób, a gęstość zaludnienia wynosiła 111 osób/km² (wśród 3020 gmin regionu Midi-Pireneje Sainte-Marie plasuje się na 1032. miejscu pod względem liczby ludności, natomiast pod względem powierzchni na miejscu 1766.).